# تگیش
تگیش (به انگلیسی: Tagish) یک منطقهٔ مسکونی در کانادا است که در یوکان واقع شده است. تگیش ۲۴۹ نفر جمعیت دارد.
کلمه تاگیش به زبان تاگیش نیز اشاره دارد، یک زبان آتاباسکی که اجداد این مردم به آن صحبت می‌کردند.
تاگیش به معنای «در حال شکستن یخ بهاری» است و نام خود را به دریاچه تاگیش نیز داده است.